# Christine Langer

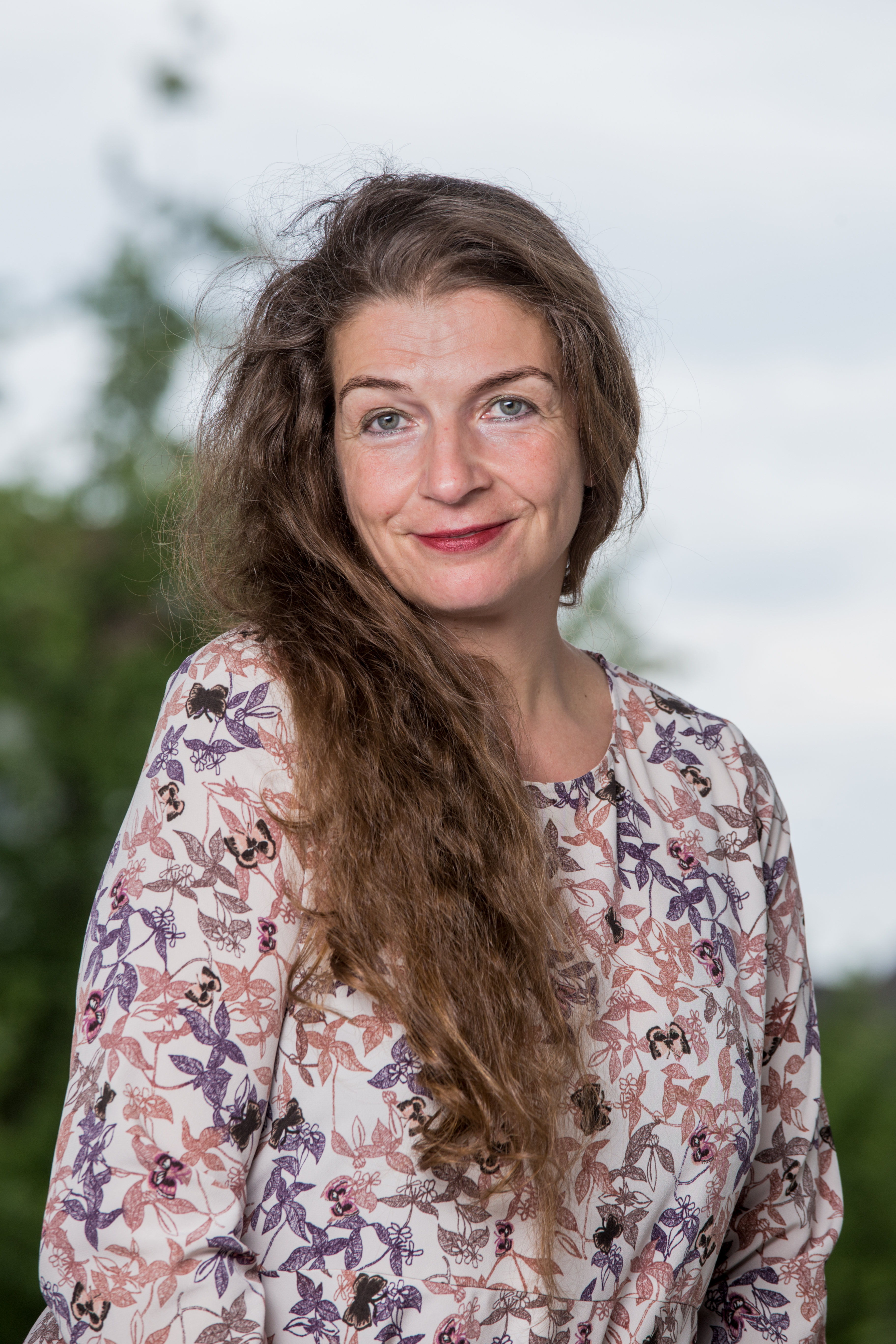
Christine Langer (2017)

Christine Langer (* 24. Oktober 1966 in Ulm) ist eine deutsche Schriftstellerin, Lyrikerin und freiberufliche Kulturjournalistin.

## Leben
Langer war langjährige Mitarbeiterin einer neurologisch-psychiatrischen Arztpraxis. Seit 2000 ist sie Literaturkritikerin mit Schwerpunkt Lyrik. Von 1997 bis 2010 leitete sie den Verein Ulmer Autoren 81. 1999 wurde sie in die Redaktion der vom BVjA herausgegebenen Literaturzeitschrift Konzepte berufen, seit 2003 ist sie deren Chefredakteurin.
Von 2004 bis 2007 war sie Sprecherin des BVjA und von 2013 bis 2018 Jurorin des Ministeriums für Wissenschaft, Forschung und Kunst Baden-Württemberg. Seit 2021 ist sie Mitglied im Kuratorium der Werner-Dürrson-Stiftung. Sie ist als Literaturvermittlerin und als künstlerische Leiterin des Ulmer Lyriksommers tätig. Christine Langer lebt bei Ulm.

## Werk
Christine Langer verfasst in erster Linie Lyrik, die in verschiedenen Anthologien, Zeitschriften und Zeitungen veröffentlicht wurde (u. a. Der große Conrady, Jahrbuch der Lyrik, Frankfurter Allgemeine Zeitung). Sie debütierte 2000 mit dem Band Treppenaufgang. Lyrik und Kurzprosa. Ihre Gedichte wurden mehrfach vertont (u. a. von Orchestern aus Linz, Bratislava, Bukarest) sowie ins Französische, Italienische, Englische und Rumänische übersetzt. Sie arbeitet häufig mit Musikern zusammen, seit 2022 auch mit dem Komponisten und Pianisten Dirk Maassen.
Zu Christine Langers Gedichten heißt es: „Wenn es Exemplarisches gibt in diesen Gedichten, dann ist es aber weniger die Kürze, sondern eine fragile Balance aus Klängen und Bildern in sorgsam durchkomponierten Wortgebilden. Es sind Texte, die eine hohe Schule des poetischen Stilllebens vorführen, von spröder, häufig gebrochener Rhythmik, aber trotzdem voller Musik.“ Zu ihrem Band Körperalphabet schreibt Wulf Kirsten: „Ihr genügt ein elementar grundierter Augenblick, den sie durch leichtes, behutsames Anheben in einen Schwebezustand versetzt. Ein unscheinbarer Anlass genügt ihr, so zu komprimieren, dass durch kontrastierende Wendungen ein geschlossenes Kunstwerk en miniature entsteht. Völlig unangestrengt gelingt ihr eine eigene unverbrauchte Sprachgebung.“ Zu ihrem Gedichtband „Ein Vogelruf trägt Fensterlicht“ schreibt Eberhard Geisler in der Frankfurter Rundschau: „Sicherheit des Blicks und Konzision des Ausdrucks sind hier sehr zu bewundern“. Katharina Kohm in „Signaturen“: „Langers Gedichte sind entschleunigende, ästhetische Gebilde, die bewusst in jedem Wort ausgewogen gesetzt sind wie Harmonien in Partituren, sodass nicht etwa ein Singsang, wohl aber eine Sprachmelodie entsteht, die zum Sujet der Texte, vor allem des Vegetativen passt“. SWR2 in der Sendung „Gedichte und ihre Geschichte“: „Christine Langer gelingt es mit ihren Texten, ihrem Publikum eine Leichtigkeit zu vermitteln, die denjenigen, die sich mit Phantasie darauf einlassen, tatsächlich das Gefühl geben, zu schweben“.

### Einzeltitel
- Ein Vogelruf trägt Fensterlicht. Edition Klöpfer im Alfred Kröner Verlag, Stuttgart 2022, ISBN 978-3-520-76501-7.
- Körperalphabet. Gedichte. Verlag Klöpfer & Meyer, Tübingen 2018, ISBN 978-3-86351-526-3.
- Gespiegelte Perspektiven. Eine lyrische Bilderreise zur Kunst von Johanna Staniczek. scanplus galerie 2018.
- Jazz in den Wolken. Gedichte. Verlag Klöpfer & Meyer, Tübingen 2015, ISBN 978-3-86351-097-8.
- Findelgesichter. Gedichte. Verlag Klöpfer & Meyer, Tübingen 2010, ISBN 978-3-940086-89-1.
- Lichtrisse. Gedichte. Verlag Klöpfer & Meyer, Tübingen 2007, ISBN 978-3-937667-98-0.
- Studie für Fotografen. Gedichte. Verlag Künstlergilde, Esslingen 2004, ISBN 978-3-925125-54-6.
- Treppenaufgang. Lyrik und Prosa. Gerhard Hess Verlag, Ulm 2000, ISBN 978-3-87336-023-5.

### Hörbücher und Vertonungen
- Vertonung der vier Gedichte Sehnsucht nach Engeln, Donnerblumen, Garten und Sommergedicht für Sopran & Klavier durch den Komponisten Tobias Wahren; Uraufführung am 20. Juli 2022 in Ulm.
- Vertonung des Gedichts Windspiel nach einer musikalischen Komposition von Tobias Wahren für gemischten Chor und Soloklavier, uraufgeführt am 22. Juni 2018 in Ulm.
- Gedichtvertonung durch Rolf Hempel, mit Chor und Blechbläserquartett nach dem Gedicht Fern der Provinz, uraufgeführt am 18. September 2009 in Esslingen.
- Donausuite. Gedichtvertonung durch Orchester aus Linz, Bratislava, Bukarest, Ulm und Neu-Ulm, uraufgeführt am 28. Oktober 2004 in der Musikschule Ulm.
- Bodenlos & kirschenrot (Label Lehle 2005), Vertonung von Gedichten durch Martin Schmitt & Reinhard Köhler. ISBN 978-3-935-66206-2.

### Anthologien, Literaturzeitschriften, Zeitungen (Auswahl)
- Das Gedicht. Zeitschrift für Lyrik, Essay und Kritik. Ausgabe 8, 12, 13, 14, 15, 19 und 25.
- Karl Otto Conrady (Hrsg.): Der Große Conrady. Das Buch deutscher Gedichte. Von den Anfängen bis zur Gegenwart. Artemis & Winkler, Düsseldorf 2008.
- Akzente (Heft 3/2009), Carl Hanser Verlag, München 2009.
- allmende Ausgabe 84.
- Der Himmel von morgen. Gedichte über Gott und die Welt. Philipp Reclam jun. Verlag, Stuttgart 2018.
- Jahrbuch der Lyrik 2008, S. Fischer Verlag.
- Jahrbuch der Lyrik 2019. Schöffling-Verlag.
- Gedicht Der Abend in Die Zeit vom 9. September 2010.
- Gedichtveröffentlichungen in der Frankfurter Allgemeinen Zeitung (FAZ):
  - Aus dem Off, 15. April 2025
  - Nach Hölderlin, 26. November 2021
  - Steffl, 24. Dezember 2020
  - Erinnerungen ans Meer, 19. Mai 2020
  - Vom Sehen, 31. Januar 2019
  - Abbild, 31. Juli 2018
  - Details, 27. Dezember 2017
  - will be, 8. Mai 2017
  - Winterlicht, 21. Januar 2017
  - Schnee, 6. Januar 2017
  - Ausblick, 14. Dezember 2016
  - Advent, 9. Dezember 2016
  - Hohelied auf einen Apfel, 14. November 2016
  - Auslese, 9. November 2016
  - Fontana di Trevi, 27. August 2015
  - Kirschenessen, 13. August 2015
  - Sommergedicht, 4. Juli 2015
- Gedicht Bäume in der Standard, 3. September 2022

### Sonstiges
- Gefallene Sterne, Artbooklet. Gedichte, zusammen mit Malerei des Münchner Künstlers Gerd Scheuerer (gerSCh*), 2020, ohne ISBN[8]

## Auszeichnungen
- 1996: Förderpreis für Literatur der Stadt Ulm
- 1997: Literaturpreis der Künstlergilde Esslingen für Lyrik
- 2000: Stipendium Villa Vigoni, Italien
- 2002:/2003 Künstlerwohnung Soltau
- 2005: Stipendium Deutscher Literaturfonds zum Textwerk-Lyrikseminar des Literaturhauses München
- 2006: Erster Preis der Künstlergilde Esslingen für Lyrik
- 2006: Förderpreis für Lyrik der Internationalen Bodenseekonferenz (IBK)
- 2007: „Buch des Monats März“, ausgezeichnet von der Darmstädter Jury
- 2007: „Frau des Monats Juli 2007“, ausgezeichnet durch die Kulturredaktion der Südwest Presse
- 2007: Arbeitsstipendium des Förderkreises deutscher Schriftsteller
- 2008/2009: Jahresstipendium des Ministeriums für Wissenschaft, Forschung und Kunst Baden-Württemberg
- 2009: Auszeichnung durch das Kulturreferat Esslingen „Stadtinszenierung Esslingen“
- 2020: Stipendium der Ernst-Wilken-Stiftung